# Dorste
Dorste est un village rattaché à la ville d'Osterode am Harz, chef-lieu de l'arrondissement d'Osterode am Harz dans la région de Basse-Saxe en Allemagne. Le village, qui compte 1 566 habitants (2007), se trouve à 10 km de la ville. Il est situé dans une région de collines peu élevées en bordure du massif du Harz. La première mention de Dorste remonte à 1218. Dorste se trouvait à l'époque sur la route qui joint Lübeck à l'Italie du Nord. La commune héberge une importante industrie d'extraction de gypse.